# Verbandsgemeinde Waldbreitbach

Lage der Verbandsgemeinde im Landkreis Neuwied

Die Verbandsgemeinde Waldbreitbach war eine Gebietskörperschaft im Landkreis Neuwied in Rheinland-Pfalz. Der Verbandsgemeinde gehörten sechs eigenständige Ortsgemeinden an, der Verwaltungssitz war in der namensgebenden Ortsgemeinde Waldbreitbach.
Die Verbandsgemeinde Waldbreitbach wurde zum 1. Januar 2018 aufgelöst und die zugehörenden Gemeinden der neuen Verbandsgemeinde Rengsdorf-Waldbreitbach zugeordnet.

## Verbandsangehörige Gemeinden
| Ortsgemeinde                   | Fläche (km²) | Einwohner |
| ------------------------------ | ------------ | --------- |
| Breitscheid                    | 12,21        | 2120      |
| Datzeroth                      | 8,00         | 247       |
| Hausen (Wied)                  | 7,69         | 1858      |
| Niederbreitbach                | 8,53         | 1582      |
| Roßbach                        | 6,40         | 1472      |
| Waldbreitbach                  | 6,39         | 1844      |
| Verbandsgemeinde Waldbreitbach | 49,23        | 9123      |

(Einwohner am 31. Dezember 2015)

## Geschichte
Bis 1970 gehörte auch Kurtscheid zur Verbandsgemeinde. Nach einer Bürgerbefragung entschied sich der Ort zu einem Wechsel zur Verbandsgemeinde Rengsdorf.

## Bevölkerungsentwicklung
Die Entwicklung der Einwohnerzahl bezogen auf das Gebiet der Verbandsgemeinde Waldbreitbach zum Zeitpunkt ihrer Auflösung; die Werte von 1871 bis 1987 beruhen auf Volkszählungen:
| Jahr | Einwohner |
| 1815 | 2.333     |
| 1835 | 3.179     |
| 1871 | 3.459     |
| 1905 | 4.795     |
| 1939 | 5.768     |
| 1950 | 5.193     |

| Jahr | Einwohner |
| 1961 | 6.298     |
| 1970 | 6.990     |
| 1987 | 7.560     |
| 1997 | 8.982     |
| 2005 | 9.498     |
| 2015 | 9.123     |

## Politik

### Verbandsgemeinderat
Der Verbandsgemeinderat bestand aus 24 ehrenamtlichen Ratsmitgliedern, die bei der Kommunalwahl am 25. Mai 2014 in einer personalisierten Verhältniswahl gewählt wurden, und dem hauptamtlichen Bürgermeister als Vorsitzendem.
Die Sitzverteilung im Verbandsgemeinderat:
| Wahl | SPD | CDU | FWG | Gesamt   |
| ---- | --- | --- | --- | -------- |
| 2014 | 7   | 12  | 5   | 24 Sitze |
| 2009 | 6   | 11  | 7   | 24 Sitze |
| 2004 | 5   | 14  | 5   | 24 Sitze |

- FWG = Freie Wählergruppe der Verbandsgemeinde Waldbreitbach e.V.

### Wappen
Die Blasonierung lautet: „Innerhalb eines von Schwarz und Silber sechzehnfach gestückten Bordes gespalten von Silber und Schwarz; vorn ein durchgestichenes schwarzes Balkenkreuz; hinten drei schrägrechts hintereinander stehende silberne Rauten.“
Das Rautenwappen (hier in vertauschten Farben) führten die seit 1218 auftretenden Walpoden von der Neuerburg. Das schwarze Kreuz erinnert an die Kurkölnische Herrschaft bis 1803. Rechtsgültig (ohne Schildbord) seit 1935, das Schildbord ist offenbar später, aber vor 1954 hinzugefügt worden.

## Wirtschaft und Infrastruktur

### Wirtschaft
Durch die Lage im Naturpark Rhein-Westerwald stellt der Tourismus einen wesentlichen, jedoch seit Jahrzehnten an Bedeutung verlierenden Wirtschaftsfaktor für die Verbandsgemeinde dar. Das Prädikat Luftkurort tragen die Gemeinden Hausen, Niederbreitbach, Roßbach und Waldbreitbach. In den Gemeinden Niederbreitbach und Breitscheid sind kleine Gewerbegebiete angesiedelt.

### Verkehr
Durch das Gebiet der Verbandsgemeinde führen mehrere Landesstraßen. Die Bundesautobahn 3 und die Bundesstraße 42 sowie die Bahnhöfe Neuwied, Linz am Rhein und Montabaur (ICE) sind nur wenige Kilometer entfernt.

### Bildung
Im Gebiet der Verbandsgemeinde sind drei Grundschulen und eine Realschule plus sowie fünf Kindergärten angesiedelt. Die Volkshochschule Neuwied belegt Veranstaltungen in Waldbreitbach. Weiterführende Schulen sind im benachbarten Neustadt (Wied), in Neuwied sowie in Linz am Rhein.